# À deux heures de Paris
Pour plus de détails, voir Fiche technique et Distribution.
À 2 heures de Paris est une comédie française réalisée par Virginie Verrier, sortie en 2018. C'est le premier film de cette réalisatrice.

## Synopsis
Sidonie, une hôtesse de l'air, part en voyage à la recherche de l’identité du père de sa fille, Lolo.
En tout, cinq « papas » suspects ou potentiels sont en lice, et les profils sont pour le moins éclectiques : un garagiste mélancolique, un artiste-peintre playboy décati, une ancienne gloire du football local, un patron de boîte de nuit et un médecin volage. Autant de retrouvailles qui propulsent Sidonie dans son passé, avec dans le rétro de sa voiture de collection jaune canari (une Opel Commodore A Coupé 1967/1972 que lui a prêtée son actuel compagnon resté à Paris) les lieux de son enfance, la maison familiale, ses anciennes amours et la vie de tous ceux qui ont fait son enfance et sa jeunesse compteur bloquée quinze ans en arrière pour les uns, aux antipodes de leur rêve d’adolescents pour les autres. Le tout, sans oublier le challenge qui la mène au pays, la collecte de quelques cheveux de chacun d’entre eux en vue du fameux test ADN de paternité qui révélera enfin qui est le père de Lolo.
Sidonie réveille le passé sur le brûlot des souvenirs avec des rencontres déroutantes, des retrouvailles explosives, des combinaisons existentielles improbables, de l’humour et de la nostalgie.

## Fiche technique
- Titre : À 2 heures de Paris
- Réalisation : Virginie Verrier
- Scénario et idée originale Virginie Verrier, avec la participation Shirley Bousquet
- Photographie : Gérôme Saldes et Xavier Dolléans
- Montage : Jérôme Bréau
- Musique : Dr(Dr)one & EAT GAS[2]
- Producteur : Virginie Verrier
- Production : VIGO Films
- Distribution : VIGO FILMS
- Pays d’origine :  France
- Genre : comédie
- Durée : 80 minutes
- Dates de sortie :
  - France : 27 juin 2018

## Distribution
Source:Télérama
- Erika Sainte : Sidonie
- Shirley Bousquet : Jeanne
- Fred Testot : Bruno
- Frédéric Pierrot : Henri
- Thierry Frémont : Jean-Paul
- Valérie Mairesse : la mère de Bruno
- Fanny Cottençon : la mère de Sidonie
- Matilda Marty : Lolo
- Nicolas Bridet : Nicolas
- Bruno Slagmulder : Stéphane
- Sophie Le Tellier: Marianne

## Production
La réalisatrice Virginie Verrier a fait appel à une opération de financement participatif pour monter ce film. Elle collecte 50 000 euros en 2015 sur le site Ulule.

### Tournage
Le film a été tourné en baie de Somme.

## Distinctions
Le 10 novembre 2018, Erika Sainte reçoit l'ibis d'or du cinquième Festival du cinéma et musique de film de La Baule pour son rôle dans le film.